# Luvas de boxe

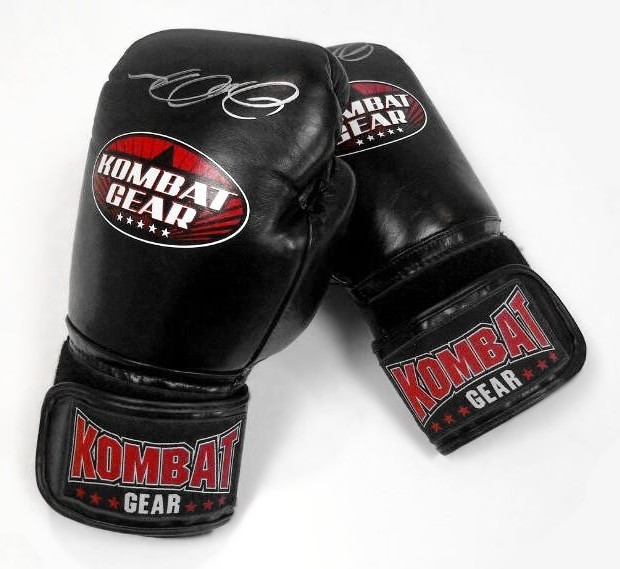
Um par de luvas de sparring de velcro

As luvas de boxe são luvas almofadadas que os lutadores usam nas mãos durante as lutas e treinos de boxe. Ao contrário das "armas de carga de punho" (como o antigo caestus) que foram projetadas como uma arma letal, as luvas de boxe modernas não são letais, projetadas para proteger tanto a cabeça do oponente quanto a mão do lutador durante uma luta. Sparring e outras formas de treinamento de boxe têm suas próprias luvas especializadas.

## História

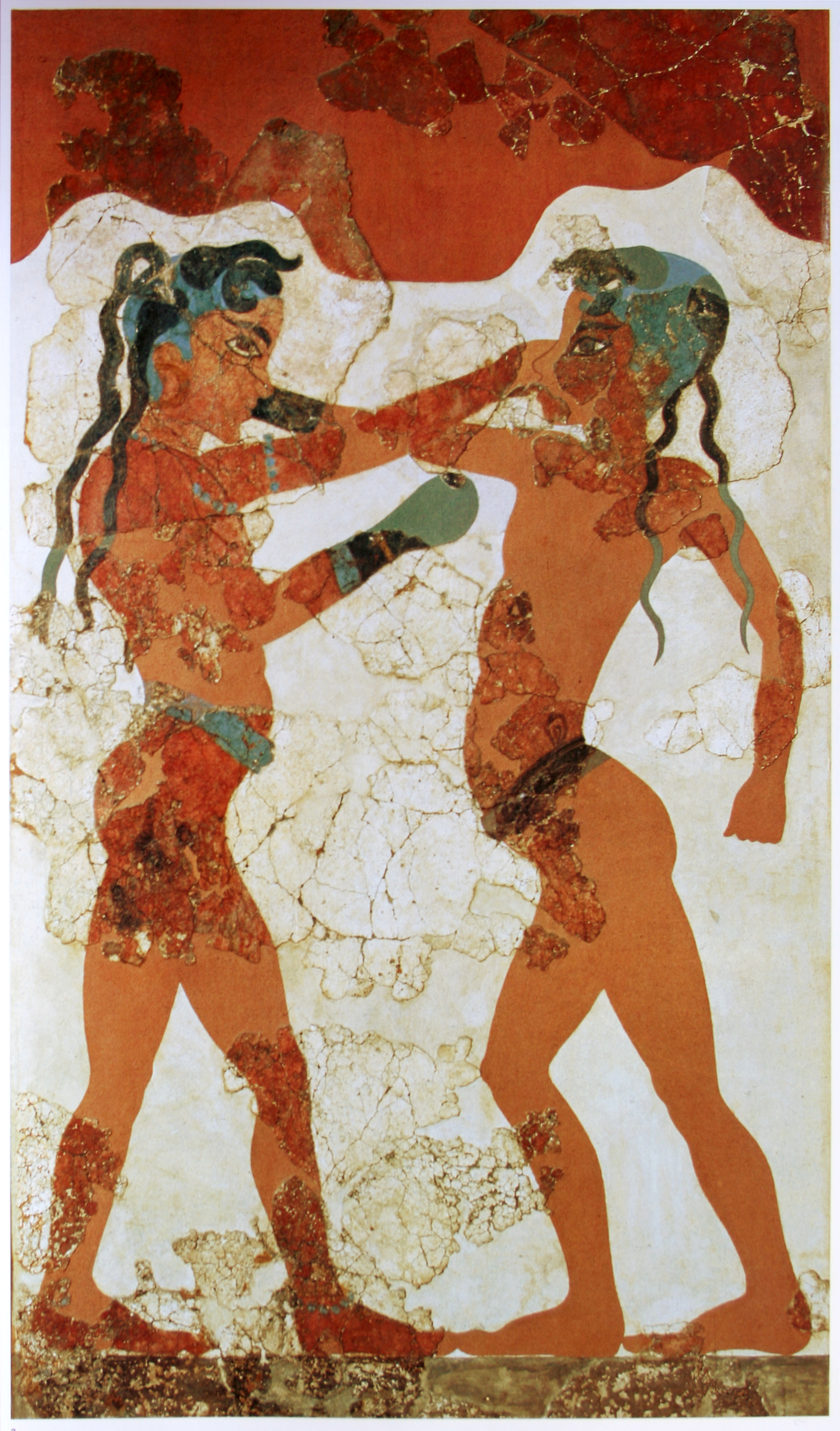
Uma das primeiras evidências de luvas de boxe: Uma pintura de jovens minoicos de boxe, de um afresco de Akrotiri por volta de 1500 a.C.

Antigas representações egípcias e do Oriente Médio de boxe por volta de 2000 a.C. mostravam competições em que os lutadores tinham uma faixa de apoio ao pulso. As primeiras representações de luvas no boxe datam de Creta por volta de 1500 a.C. O uso da proteção das mãos em competições de luta realizadas por esporte é conhecido desde a Grécia Antiga. No entanto, as luvas eram muito diferentes das do boxe moderno, assim como o próprio esporte. Na Grécia Antiga, era prática comum amarrar tiras de couro em volta das mãos para proteção. Na época romana, isso se desenvolveu no caestus gladiatorial com metal adicionado às luvas para infligir danos maiores. O mais antigo exemplar sobrevivente de luvas de boxe data de cerca de 120 d.C., na forma de duas tiras de couro não correspondentes que foram recuperadas de escavações no forte romano de Vindolanda.

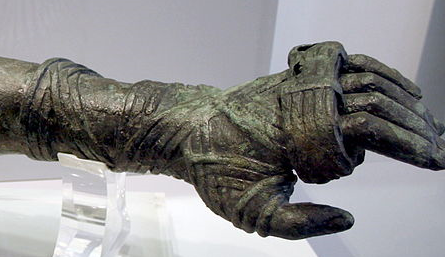
Envoltórios de couro representados em bronze. Da Grécia Antiga, século I a.C.

O boxe experimentou um renascimento na Grã-Bretanha por volta do século XVII. Muitas lutas foram travadas com os dedos nus e sem regras padrão até que Jack Broughton introduziu as regras de boxe conhecidas como Lei de Broughton no século XVIII, onde as luvas eram usadas apenas para fins de prática. No entanto, muitos boxeadores ainda optaram por lutar com os nós dos dedos até 1867, quando as luvas foram obrigatórias pelas Regras do Marquês de Queensberry.

uvas de boxe modernas começaram a aparecer no final da década de 1890. Mais de dez anos de engenharia e testes por alguns dos maiores fabricantes de boxe e nomes do esporte ajudaram a criar equipamentos seguros e duráveis. As luvas de boxe modernas incluem palmilha de malha, velcro, costura à base de couro, amortecimento de suspensão e novo acolchoamento para o boxeador. A Associação Internacional de Boxe (amador) aprova novos designs de luvas de acordo com as regras em torno do peso e da quantidade de couro, acolchoamento e suporte permitidos.